# フォルバン (駆逐艦・3代)
フォルバン（フランス語：Forbin, D 620）は、フランス海軍の駆逐艦。ホライズン計画におけるフランス採用版であるフォルバン級駆逐艦の1番艦。艦名は18世紀に活躍した海軍提督のクロード・ド・フォルバンに由来する。

## 艦歴
「フォルバン」は、DCNロリアン造船所で2002年4月8日に起工し、2005年5月10日に進水、2008年12月19日に就役しトゥーロン海軍基地に配備された。
公試中の2008年3月12日にロリアンから回航され、3月17日にトゥーロンに到着した。
2009年3月3日、初の遠洋航海のためトゥーロンを出港した。最初の活動はヘリコプターの着艦検証で第36F海軍航空隊のAS 565が無事に着艦した。その後、ジブラルタル海峡を通過後、モロッコのカサブランカに寄港、ブラジル リオデジャネイロに向けて同月19日に出港。リオデジャネイロ港には同月30日まで滞在した。4月にはマルティニークのフォール＝ド＝フランス港に一週間滞在し、同月18日にアメリカ合衆国のノーフォーク港に寄港、同月21日ニューヨーク港に寄港する。翌22日から25日まで数回の式典が催された。
2009年5月5日にイタリアのラ・スペツィア海軍基地を訪問し同月7日に出港し、同年5月26日にアラブ首長国連邦のアブダビに設けられたフランス軍常設基地の開設式典に「F713 アコニト」と共に参加した。同年6月5日に、アメリカ海軍の航空母艦「CVN-69 ドワイト・D・アイゼンハワー」を旗艦とする第50任務部隊と、一週間に渡る合同演習を実施した。同月12日にジブチ港に寄港して、ジブチ駐留フランス軍とともにADEX演習を実施。同年26日にトゥーロンに帰港した。
2011年3月には、リビア飛行禁止空域での海上封鎖任務のために「D651 ジャンバール」と共にリビア沖に派遣された。
2023年1月16日から1月20日まで、インド洋で航空母艦「シャルル・ド・ゴール」と駆逐艦「プロヴァンス」と共に、インド海軍との合同演習「ヴァルナ2023」に参加した。